# Ramphotyphlops supranasalis
Espèce
Synonymes
- Typhlops supranasalis Brongersma, 1934

Ramphotyphlops supranasalis est une espèce de serpents de la famille des Typhlopidae.

## Répartition
Cette espèce est endémique de l'île de Salawati dans la province de Papouasie occidentale en Indonésie.

## Description
L'holotype de Ramphotyphlops supranasalis mesure 301 mm.

## Publication originale
- Brongersma, 1934 : Contributions to Indo-Australian herpetology. Zoologische Mededelingen, vol. 17, p. 161-251 (texte intégral).